# ليونيداس فارغاس
ليونيداس فارغاس (بالإسبانية: Leonidas Vargas)‏ هو مهرب مخدرات كولومبي، ولد في 13 مايو 1949 في إدارة كاكيتا في كولومبيا، وتوفي في 8 يناير 2009 في مدريد في إسبانيا.